# Омбудсмен
Омбудсмен, або омбудсман (від швед. ombudsman «представник») — посадова особа, на яку покладаються функції контролю за дотриманням законних прав та інтересів громадян у діяльності органів виконавчої влади і посадових осіб. Офіційні назви посади в різних країнах різняться. На сучасному етапі посада омбудсмена існує в понад 100 країнах світу.
В Україні посада омбудсмена існує з 1998 року і називається «Уповноважений Верховної Ради України з прав людини». Її з 1998 року й до 27 квітня 2012 обіймала Ніна Карпачова. З 24 квітня 2012 року цю посаду обіймала Валерія Лутковська. З 15 березня 2018 до 31 травня 2022 року на посаді перебувала Людмила Денісова. З 1 липня 2022 року посаду обіймає Дмитро Лубінець.

## Історія
Уперше посаду «парламентського омбудсмена» заснував риксдаг Швеції 1809 року, відповідно до ухваленої того року конституції.
Довгий час посада омбудсмена не була поширена в інших правових системах, окрім шведської. Проте з часом такий пост за шведським зразком запровадили в інших країнах Північної Європи: в Фінляндії (1919), Норвегії (1952), Данії (1953). Першою неєвропейською державою, яка запровадила посаду омбудсмена, стала Нова Зеландія (1962), першою соціалістичною — Польща (1987).

## Світова практика
У розвинутих демократичних країнах інститут омбудсмена посідає важливе місце в системі органів, що здійснюють контроль за діяльністю апарату управління і захищають права і свободи людини та громадянина від незаконних дій органів влади. Уперше його було засновано у Швеції в 1809 p. Є думка, що цьому сприяла лібералізація суспільних відносин на початку XIX ст., обумовлена появою у Швеції конституційних норм. Шведський риксдаг (парламент) прийняв у 1809 p. Документ про правління. Цей конституційний акт було розроблено під впливом принципу поділу влади Ш. Монтеск'є і спрямовано на урівноваження широких повноважень короля з повноваженнями парламенту.
Здійснення контролю за цим покладалося на спеціального парламентського комісара — омбудсмена. Останній був зобов'язаний стежити за додержанням законодавчих актів парламенту органами державної влади і місцевого самоврядування. Його було наділено повноваженнями, пов'язаними із захистом прав громадян від свавілля адміністрації.
З 1919 p. подібні посади почали запроваджуватись і в інших країнах. Учасники конференції ООН 1959 p. запропонували поширити цей інститут на всі держави світу.
У різних країнах існує понад 100 омбудсменів. В одних державах ця посадова особа іменується омбудсменом, в інших — посередником або парламентським уповноваженим із прав людини. Це пояснюється насамперед різним історичним середовищем, неоднаковою правовою культурою, впливом конституційно-правових систем.
Можна виділити певні ознаки, що об'єднують усіх омбудсменів. Вони полягають у тому, що статус такої особи характеризується:
1. незалежним становищем в системі державних органів;
2. незмінюваністю протягом усього строку повноважень парламенту, який її призначив;
3. відкритістю та доступністю для усіх громадян, які потребують захисту своїх прав і свобод;
4. відсутністю формалізованих процедур розгляду скарг і звернень;
5. безоплатністю надання допомоги;
6. зв'язаністю не тільки правовими нормами, а й уявленнями про справедливість і «здоровий глузд».

Нині у світі існують дві моделі інституту омбудсмена — шведська та англійська. У Швеції є чотири омбудсмена — шеф-омбудсмен, омбудсмен юстиції, омбудсмен, що здійснює нагляд за збройними силами та відносинами з різними цивільними структурами, і омбудсмен з нагляду за законністю в галузі соціального забезпечення та податків.
Шеф-омбудсмен займається питаннями доступу громадськості до офіційних документів і здійснює адміністративні функції. До повноважень омбудсмена юстиції належать контроль за діяльністю органів правосуддя та питання, пов'язані з роботою поліції, адміністрації тюрем. У 1986 р. у зв'язку з прийняттям Закону проти расової дискримінації був призначений омбудсмен з питань боротьби з порушеннями прав у галузі трудових і соціальних відносин (заробітної плати, звільнень, приймання на роботу тощо).
Повноваження омбудсмена у Швеції є досить широкими. Він має право:
1. пред'являти обвинувачення державним посадовим, а віднедавна і муніципальним особам;
2. доступу до будь-якої документації;
3. одержання інформації з будь-яких джерел.

У Великій Британії інститут омбудсмена запроваджено у 1967 р. Законом про парламентського комісара з адміністративних питань (парламентського омбудсмена). Згідно з цим документом омбудсмена наділено статусом, рівнозначним статусу судді Високого суду. Він призначається на посаду королевою і має право займати її до досягнення 65 років. До його компетенції входить розгляд скарг громадян на будь-які дії центральних органів виконавчої влади, якщо вони не можуть бути оскаржені в суді або трибуналі. Ці скарги подаються не особисто омбудсмену, а через одного з членів парламенту, який офіційно звертається до нього з проханням про проведення розслідування. Розпочати останнє з власної ініціативи омбудсмен не може. Таку норму запроваджено, щоб він не захлинувся у великому потоці скарг. Останні повинні подаватися у письмовому вигляді і лише громадянами Великої Британії не пізніше 12 місяців з часу порушення їх прав. Однак і після закінчення цього строку омбудсмен може прийняти скаргу до розгляду, якщо вважатиме за потрібне зробити це. Він сам визначає порядок проведення розслідування. Це може бути і неофіційна бесіда, і відкрите слухання з правом сторін мати їх законних представників. Після закінчення розслідування омбудсмен повинен скласти звіт з відповідними рекомендаціями. Цей документ надсилається членові парламенту, через якого подавалася скарга, громадянину, чиї права були порушені, а також посадовій особі, яка їх порушила, і керівнику відповідного відомства, який і повинен повідомити омбудсмена про заходи, яких передбачається вжити для відновлення порушених прав.
Між розглянутими нами моделями є значні відмінності. Важко сказати, яка з них більш досконала. Адже вони враховують демократичні традиції своїх країн, менталітет їх народів. Колишні європейські соціалістичні держави намагаються під час запровадження інституту омбудсмена пристосувати його до своїх умов.

## Види омбудсменів
Омбудсмен новин («представник читачів», «адвокат читачів» або «громадський редактор») — це людина з вищого керівництва ЗМІ (у більшості випадків), що має справу з скаргами і що намагається знайти взаємоприйнятні рішення. омбудсмен новин отримує і досліджує скарги від читачів газети, слухачів радіо, глядачів телевізійних станцій щодо точності, справедливості, збалансованості і гарного смаку новин. Він рекомендує способи реакції для виправлення або роз'яснення новин. Працюючи в ЗМІ (засобах масової інформації), омбудсмен сприяє їх поліпшенню, розумінню і допомагає формувати довіру у аудиторії, збільшуючи відповідальність ЗМІ перед телеглядачами, читачами та іншої публікою. омбудсмени новин розглядають і вирішують деякі скарги, які могли б вилитися в дорогі судові розгляди. Деякі омбудсмени контролюють підготовку виправлень. Інші пишуть внутрішні інформаційні бюлетені щодо поглядів читачів і скарг. Багато омбудсмени новин ведуть регулярні колонки, що стосуються проблем, що цікавлять широку громадськість або вузьке коло людей з певними поглядами. У колонці омбудсмен може критикувати, пояснювати або хвалити, якщо вважає за потрібне. Інші омбудсмени організують або координують громадський форум або читацьке консультативне правління, щоб бути ближче до читачів. Багато хто виступає перед різними громадськими та приватними об'єднаннями, пояснюючи принципи роботи ЗМІ. Деякі посилають анкети людям, чиї імена згадувалися у новинах з проханням про коментарі. У кілька менших службах новин омбудсмени беруть на себе і інші пов'язані з новинами обов'язки. Але в кожному разі омбудсмен новин зазвичай має функцію консультанта, а не контролера.
Банківським омбудсменом є незалежна у своїй діяльності фізична особа, яка здійснює врегулювання розбіжностей, що виникають з договору іпотечної позики, між банком, організацією, яка здійснює окремі види банківських операцій, і позичальником — фізичною особою за його зверненням з метою досягнення згоди про задоволення прав і охоронюваних законом інтересів позичальника і банку, організації, яка здійснює окремі види банківських операцій.
Регіональні / Місцеві омбудсмени. Практика показує, що омбудсмен може функціювати як централізований інститут на національному рівні, а також і як регіональний / місцевий інститут. Інститут регіональних омбудсменів використовується частіше в державах з федеральної формою правління, де функціюють сильні автономні одиниці, а створення місцевих омбудсменів обумовлюється частіше конкретними потребами та історичною традицією. Подібні інститути функціюють у ряді держав, незалежно від наявності або відсутності національного омбудсмена. Їх повноваження схожі на ті, які має національний омбудсмен, але обмежені до здійснення контролю за діяльністю лише адміністрації в даній складової частини держави або її адміністративно-територіальної одиниці (провінція, регіон, область, громада).
Спеціалізовані омбудсмени. У багатьох випадках певні суспільні групи чи інтереси потребують додаткового або спеціалізованої захисті через специфіку їх положення в суспільстві або через значущості суспільних відносин, в яких вони беруть участь. З цієї причини в ряді країн поряд з національними, регіональними та місцевими омбудсменами і часто поза їх системи, діють і різні спеціалізовані омбудсмени.
Омбудсмен з питань рівних можливостей. Розвинений спочатку у скандинавських країнах, цей спеціалізований інститут має своєю метою створення додаткових гарантій рівності двох статей у всіх сферах державного і суспільного життя. Він є відповіддю на те, що за силою як історичної традиції, так і з огляду незрілість сьогоднішньої політичної культури, в цій сфері продовжуються порушення прав людини, ще не подолано дискримінацію за ознакою статі ні в області правових відносин праці, ні в суспільному житті, ні в політиці. Показовим є той факт, що саме скандинавські країни досягли величезного прогресу в області статевої рівності, і це не мотивувало їх зняти цю відповідальність з омбудсмена. У той же час в нових демократіях, обтяжених великим числом історичних і патріархальних нашарувань це питання ще шукає свого вирішення.
Омбудсмен з прав дітей. Спеціальний захист прав дітей потрібно через страхітливих та масових порушень прав дітей та передбачається в ряді актів найвпливовіших міжнародних організацій. Ця проблема варто з особливою гостротою в найбідніших країнах. На жаль, вона виявилася значною і в ряді країн перехідного періоду. Деякі з них, під впливом досвіду розвинених країн і власної оцінки ситуації, прийняли спеціалізовані закони про захист прав дітей (серед них і Болгарія). Незважаючи на те, що на основі законодавства створені спеціалізовані адміністративні структури, залишається відкритим питання про ефективні гарантії захисту прав дітей. У цьому сенсі створення спеціалізованого омбудсмена з прав дітей не тільки доведена можливість, а й необхідність. Затверджена практика в цій сфері існує в Норвегії. В іспанській автономній області Каталонії вже довгі роки в рамках інституту захисника народу, існує і окремий захисник прав дітей. омбудсмен Греції має право здійснювати розслідування навіть фізичних та юридичних осіб приватного сектора у випадках порушення прав дітей, а захист прав дітей покладено на його першого заступника.
Військовий омбудсмен. У специфічних умовах і в різний час в різних країнах (Швеції, Норвегії, Німеччини, Чехії та ін.) введено омбудсмен спеціалізованої компетентності щодо здійснення контролю за дотриманням прав військовослужбовців. Вперше військовий омбудсмен був введений на батьківщині парламентських омбудсмена — у Швеції, в 1915 р., який діючи паралельно з ним, зіграв сильну роль під час двох світових воєн. Після Другої світової війни, проте, випадки скарг до військового омбудсмену, сильно зменшилися і в 1968 р. його повноваження переходили до загального парламентських омбудсмену. У наші дні з дуже сильними повноваженнями відрізняється військовий омбудсмен у Федеральній Республіці Німеччини. Згідно зі змінами Основного закону, внесеними з приводу приєднання до НАТО, і шляхом спеціального закону, в Німеччині створено повноважний Бундестагу з питань оборони як допоміжний орган при здійсненні парламентського контролю у сфері оборони та безпеки. Призначається президентом, після того як він отримав підтримку більше половини членів Бундестагу шляхом таємного голосування, військовий омбудсмен має статус федерального міністра, може бути залучений будь-яким солдатом, але може діяти і за своєю ініціативою, за вказівкою Бундестагу або Комітету оборони. У Норвегії, де давно вже затверджений інститут парламентського омбудсмена, йому передував інститутом військового омбудсмена, який продовжує успішно діяти. У Нідерландах і донині діє генеральний військовий інспектор. У Чехії після демократичних змін створюється громадський захисник з питань збройних сил.
Омбудсмен з питань меншин. В Угорщині поряд з парламентською уповноваженим з цивільних прав та його помічником, діє і спеціалізований омбудсмен по захисту прав національних та етнічних меншин. Він обраний парламентом на підставі спеціального конституційного тексту і діє відповідно до Закону про права національних і етнічних меншин (1993 р.). До нього можуть звертатися у випадках порушення їх прав, гарантованих Законом про права національних і етнічних меншин, громадяни (наприклад, у зв'язку з правом використання рідної мови, право на вільне об'єднання, на навчання рідною мовою, забороною дискримінації і т. д.), спільності меншин (наприклад, у зв'язку з правом на самоврядування, на представництво в парламенті і т. д.) або органи самоврядування меншин.
Бізнес-омбудсмен займається захистом інтересів бізнесу перед органами державної влади як всередині країни, так і за її межами. Він виступає інструментом вирішення конфліктів і суперечок між владою і бізнесом, медіатором між державою та бізнес-середовищем. Аналогічні інституції існують у США, Росії, Грузії. Дискусії про імплементацію в Україні тривають з осені 2012 року. На даний час поява бізнес-омбудсмена в Україні готується. У 2014-2019 роках посаду бізнес-омбудсмена обіймав Альгірдас Шемета— литовський і європейський політик, колишній міністр фінансів Литви, європейський комісар з бюджету та фінансового планування (2009—2010), європейський комісар з оподаткування, митного союзу, аудиту та боротьби з шахрайством (2010—2014). З жовтня 2019 року бізнес-омбудсменом в Україні є Марчін Свєнчіцький, польський політик та економіст, колишній міністр зовнішньоекономічних зв'язків та заступник міністра економіки Польщі, а також мер Варшави.

## Міжнародний інститут омбудсмена
Поширення служб омбудсмена в світі стало поштовхом до створення у 1976 р. Міжнародного інституту омбудсмена, який об'єднує національні інституції більш ніж 50 країн світу, сприяє розвитку концепції омбудсмена в світі за допомогою досліджень, освітніх програм, публікацій і обміну інформацією, а також організації регіональних і міжнародних конференцій.
У 1982 р. викладачі університету м. Інсбрук (Австрія) виступили ініціаторами створення наукового товариства, головним завданням якого стало дослідження феномена омбудсмена в Європі. З 1988 р. товариство отримало статус міжнародної громадської організації і зараз відоме як Європейський інститут омбудсмена. Основними напрямами діяльності цього інституту є поширення та сприяння розвитку ідеї омбудсмена в Європі, підтримка наукових досліджень у цій сфері, сприяння обміну досвідом на національному, європейському і міжнародному рівнях. Членами інституту є більшість європейських інституцій омбудсмена. У жовтні 1998 р. до Європейського інституту омбудсмена було прийнято Українського Уповноваженого з прав людини.
У 1993 р. згідно з положеннями Маастрихтського договору про створення Європейського Союзу було запроваджено посаду омбудсмена в ЄС. Йому було надано право приймати до розгляду скарги будь-якої юридичної чи фізичної особи країни-члена ЄС та проводити розслідування діяльності інституцій і органів Європейського Союзу, за винятком Суду Європейських співтовариств та суду першої інстанції ЄС. Нині проводиться активна робота з підготовки єдиного кодексу поведінки службовців ЄС, що дало б змогу встановити чіткі критерії оцінки їхньої діяльності з боку європейського омбудсмена.
У 1999 р. після тривалих дебатів було запроваджено посаду Уповноваженого з прав людини в Раді Європи. Слід зазначити, що ця посадова особа не цілком вписується в концепцію омбудсмена, оскільки позбавлена такого важливого права, як право провадити конкретне розслідування на підставі скарг громадян або за власною ініціативою. Уповноважений з прав людини Ради Європи покликаний швидше здійснювати освітні функції та координуючу діяльність у галузі прав людини в рамках діяльності цієї європейської інституції. Процес визначення конкретної сфери його компетенції та повноважень ще не завершений. Першим омбудсменом Ради Європи став Альваро Хиль-Роблес — в минулому Захисник народу Іспанії.
На сьогодні інституція омбудсмена на національному, регіональному та місцевому рівнях існує більш ніж у 100 країнах світу, і ця ідея продовжує поширюватися.

## Омбудсмени

### Австралія
- на даний час — професор Джон Макміллан.

### Азербайджан
- 2 липня 2002 — дотепер, Ельміра Сулейманова, Комісар з прав людини, обрана парламентом.

### Албанія
- 16 лютого 2000 р. — дотепер, Емір Доб'яні (алб. Emir Dobjani), Народний захисник (алб. Avokati i Popullit), переобраний 17 лютого 2005 а.

### Білорусь
Посада омбудсмена відсутня, проте існує Національна комісія з прав дітей. До її складу входять депутати Національних зборів Республіки Білорусь, представники республіканських та місцевих органів управління, судових органів, установ освіти, неурядових організацій — 34 особи.

### Вірменія
- 19 лютого 2004–2006 р. Алавердян Лариса Асатурівна, Захисник прав людини, була призначена указом президента.
- 20 лютого 2006 р. — до тепер (до 2012 року), Арутюнян Армен Шураевіч.

### Естонія
Функції омбудсмена в Естонії на загальнодержавному рівні виконує канцлер юстиції. З березня 2008 року цю посаду обіймає юрист і адвокат Індрек Тедер (ест. Indrek Teder). У столиці Естонії, Талліні, в 2012 році була також запроваджена посада муніципального омбудсмена. З 1 червня 2012 року її обіймає Юрі Кальювєе (ест. Jüri Kaljuvee). Опозиція в міській раді виступила з критикою цього рішення, мовляв, посада муніципального омбудсмена «не потрібна й буде висмоктувати гроші з кишень платників податків».

### Греція
- з жовтня 1998 — квітень 2003 року — Нікіфорос Діамантурос.
- з квітня 2003 року до вересня 2010 року — Йоргос Камініс.
- чинний виконувач обов'язків омбудсмена в Греції — Калліопі Спану[6].

### Грузія
- 16 вересня 2004 р. — до тепер, Созар Субарі, Народний захисник Грузії, затверджений парламентом країни.

### Киргизстан
- 2002 р. — лютий 2008 р. — Турсунбай Бакіров, перший омбудсмен (кирг. Акийкатчі).
- ? — 2010 —? — Турсунбек Акуна

### Латвія
- з 2007 р. — Романс Апсітіс, (Romāns Apsītis), омбудсмен (латис. Tiesībsargs), буквально «правоохоронець»), призначений Сеймом. До 2007 р. діяло Державне бюро з прав людини.

### Нагірно-Карабаська Республіка
- з 16 квітня 2008 р. — Юрій Айрапетян, Захисник прав людини Нагірно-Карабаської Республіки. омбудсмен НКР входить до Європейського інституту омбудсменів[7].

### Польща
- з 15 лютого 2006 до 10 квітня 2010 року — Януш Кохановський.

### Російська Федерація
Уповноважений з прав людини в Російській Федерації призначається Державною думою
- 1994–1995 роки — Ковальов Сергій Адамович, перший Уповноважений з прав людини в Російській Федерації.
- 1998 — 2004 роки — Миронов Олег Орестович.
- 13 лютого 2004 — 18 березня 2014, Лукін Володимир Петрович, призначений Державною думою.
- 18 березня 2014 — 25 березня 2016, Памфілова Елла Олександрівна.
- з 22 квітня 2016 — т.ч. (липень 2023), Москалькова Тетяна Миколаївна.

Уповноважений при Президентові Російської Федерації з прав дитини призначається президентом РФ
- 1 вересня 2009 — 29 грудня 2009, Головань Олексій Іванович, перший Уповноважений при Президентові Російської Федерації з прав дитини.
- 30 грудня 2009 — 9 вересня 2016, Астахов Павло Олексійович[8].
- 9 вересня 2016 — 29 вересня 2021, Кузнєцова Анна Юр'євна.
- з 27 жовтня 2021 — т.ч. (липень 2023), Львова-Бєлова Марія Олексіївна.

### Україна
- з 1998 р. — Ніна Карпачова.
- з 2012 р. — Валерія Лутковська.
- з 2018 р. — Людмила Денісова.
- з 2022 р. — Дмитро Лубінець.

З 2011 року в Україні запроваджена посада Уповноваженого Президента України з прав дитини.
- з 2011 р. — Юрій Павленко.[10]
- з 2014 р. — Микола Кулеба.[11]
- з 2021 року — Дар'я Герасимчук.

### Узбекистан
- з грудня 1995 р. — Рашидова Саєром Шарафівна.

### Фінляндія
- з 2010 року — Петрі Яаскеляйнен.